# 마거리트 (식물)
마거리트(Argyranthemum frutescens, marguerite, marguerite daisy, Paris daisy)는 국화과에 속하는 마거리트는 원래 카나리아 제도에 야생하던 여러해살이 화초인데 최근에는 보통 관상용으로 많이 재배하고 있으며 나무쑥갓이라고도 한다. 9월쯤 새순꽂이를 하며, 뿌리가 내리면 화분에 심어 온실이나 온상에 넣었다가 5월쯤 화단에 내어 심거나 화분에서 그대로 가꾼다. 꽃은 5-10월에 피며 색깔은 희다. 번식시킬 때는, 꽃이 지고 곁순이 5-10cm 자랐을 때 잘라서, 3-4장의 잎을 남겨 몇 시간 동안 물을 흡수시킨 다음 깨끗한 모래에 꽂는다. 높이는 원산지에서는 1m까지 자라지만 우리나라에서는 약 30cm 정도로 자란다. 줄기 밑부분은 나무처럼 단단해지며, 줄기와 잎은 쑥갓을 닮았고 털이 없다. 꽃은 줄기 끝과 가지 끝에서 두상꽃차례로 핀다. 일반적으로 마거리트는 25 °C가 넘는 기온에서는 생장하지 못하고 휴면한다.

## 아종
아종은 다음과 같다:
- Argyranthemum frutescens subsp. canariae (Christ) Humphries
- Argyranthemum frutescens subsp. foeniculaceum (Pit. & Proust) Humphries
- Argyranthemum frutescens subsp. frutescens (Considered a synonym of Argyranthemum frutescens by The Plant List[2])
- Argyranthemum frutescens subsp. gracilescens (Christ) Humphries
- Argyranthemum frutescens subsp. pumilum Humphries